# Wansbeck (district)
Wansbeck was een Engels district in het graafschap Northumberland en telt 61.138 inwoners. De oppervlakte bedraagt 66,8 km².
Van de bevolking is 17,2% ouder dan 65 jaar. De werkloosheid bedraagt 4,8% van de beroepsbevolking (cijfers volkstelling 2001).

## Plaatsen in district Wansbeck
- Bedlington
- Newbiggin-by-the-Sea